# Lupus-TR-3 b
Lupus-TR-3 b — экзопланета в созвездии Волка, вращающаяся вокруг звезды Lupus-TR-3 спектрального класса K1V.
Планета была открыта транзитным методом работниками Гарвард-Смитсоновского центра астрофизики с помощью оборудования обсерватории Сайдинг-Спринг (Австралия) в 2007 году. Обращается очень близко к родительской звезде — на расстоянии всего 0,46 а. е. Относится к классу горячих юпитеров.